# Rashad Evans
Rashad Anton Evans, znany również pod pseudonimem Suga (ur. 25 września 1979 w Niagara Falls) – amerykański zawodnik mieszanych sztuk walki, członek federacji Ultimate Fighting Championship, będący w latach 2008-2009 jej mistrzem w kategorii wagowej do 93 kg. Zwycięzca reality show The Ultimate Fighter w 2005 roku. Według oficjalnego rankingu UFC, nr. 5 tejże federacji w wadze półciężkiej.

## Dzieciństwo i college
Będący jednym z siedmiorga rodzeństwa, Evans uczęszczał do szkoły średniej Niagara-Wheatfield w Sanborn, w stanie Nowy Jork, gdzie uprawiał zapasy i grał w szkolnej drużynie futbolu amerykańskiego na pozycji biegacza. Po ukończeniu nauki w tejże szkole w 1998, popularny „Suga” rozpoczął studia w Niagara County Community College, zdobywając dwa lata później zapaśnicze mistrzostwo Stanów Zjednoczonych w kategorii juniorów do 75 kg. To wydarzenie przyczyniło się do jego przenosin na Michigan State University, gdzie rywalizując w kategorii do 79 kg przez trzy kolejne lata zwyciężył 48 pojedynków, a przegrał 34. W 2005 roku, został asystentem trenera zapasów na tymże uniwersytecie.

## MMA
W MMA zaczął walczyć w 2004 roku. Gdy wygrał 5 zawodowych walk z rzędu, został w 2005 roku zaproszony do telewizyjnego programu The Ultimate Fighter, który wygrał pokonując w finale Brada Imesa. Dzięki temu w 2006 roku podpisał kontrakt z UFC. Walcząc dla tej organizacji do maja 2009 roku wygrał wszystkie walki, oprócz jednej remisowej z Tito Ortizem. 27 grudnia 2008 roku odebrał pas mistrzowski wagi półciężkiej Forrestowi Griffinowi, pokonując go poprzez TKO w trzeciej rundzie. Jego passa 14 kolejnych walk bez porażki zakończyła się na gali UFC 98. 23 maja 2009 stracił tytuł na rzecz Lyoto Machidy. Przegrał poprzez nokaut w drugiej rundzie.
W ciągu następnych dwóch lat odniósł cztery wygrane walki z rzędu nad Thiago Silvą, Quintonem Jacksonem, Tito Ortizem i Philem Davisem, co ponownie zapewniło mu pozycję pretendenta do mistrzostwa. 21 kwietnia 2012 na gali UFC 145 zmierzył się o nie z Jonem Jonesem. Evans przegrał przez jednogłośną decyzję sędziów.
3 października 2015 na gali UFC 192 przegrał na punkty w eliminatorze do walki o pas mistrzowski z Ryanem Baderem.

## Lista walk MMA
| Wynik   | Bilans | Przeciwnik               | Rozstrzygnięcie             | Runda | Czas | Rozgrywki                          | Data       | Miejsce    | Uwagi                                                   |
| ------- | ------ | ------------------------ | --------------------------- | ----- | ---- | ---------------------------------- | ---------- | ---------- | ------------------------------------------------------- |
| Wygrana | 20-8-1 | Gabriel Checco           | Decyzja (jednogłośna)       | 3     | 5:00 | Eagle FC 44                        | 28.01.2022 | Miami      |                                                         |
| Porażka | 19-8-1 | Anthony Smith            | KO (kolano)                 | 1     | 0:53 | UFC 225                            | 09.06.2018 | Chicago    |                                                         |
| Porażka | 19-7-1 | Sam Alvey                | Decyzja (niejednogłośna)    | 3     | 5:00 | UFC Fight Night: Pettis vs. Moreno | 05.08.2017 | Meksyk     |                                                         |
| Porażka | 19-6-1 | Daniel Kelly             | Decyzja (niejednogłośna)    | 3     | 5:00 | UFC 209                            | 04.03.2017 | Las Vegas  | Debiut w wadze średniej                                 |
| Porażka | 19-5-1 | Glover Teixeira          | KO (ciosy pięściami)        | 1     | 1:48 | UFC on FOX 19                      | 16.04.2016 | Tampa      |                                                         |
| Porażka | 19-4-1 | Ryan Bader               | Decyzja (jednogłośna)       | 3     | 5:00 | UFC 192                            | 03.10.2015 | Houston    |                                                         |
| Wygrana | 19-3-1 | Chael Sonnen             | TKO (ciosy pięściami)       | 1     | 4:05 | UFC 167                            | 16.11.2013 | Las Vegas  |                                                         |
| Wygrana | 18-3-1 | Dan Henderson            | Decyzja (jednogłośna)       | 3     | 5:00 | UFC 161                            | 15.06.2013 | Winnipeg   |                                                         |
| Porażka | 17-3-1 | Antônio Rogério Nogueira | Decyzja (jednogłośna)       | 3     | 5:00 | UFC 156: Aldo vs. Edgar            | 02.02.2013 | Las Vegas  |                                                         |
| Porażka | 17-2-1 | Jon Jones                | Decyzja (jednogłośna)       | 5     | 5:00 | UFC 145: Jones vs. Evans           | 21.04.2012 | Atlanta    | walka o mistrzostwo UFC w wadze półciężkiej             |
| Wygrana | 17-1-1 | Phil Davis               | Decyzja (jednogłośna)       | 5     | 5:00 | UFC on FOX: Evans vs. Davis        | 28.01.2012 | Chicago    |                                                         |
| Wygrana | 16-1-1 | Tito Ortiz               | TKO (cios kolanem w korpus) | 2     | 4:48 | UFC 133: Evans vs. Ortiz 2         | 06.08.2011 | Filadelfia |                                                         |
| Wygrana | 15-1-1 | Quinton Jackson          | Decyzja (jednogłośna)       | 3     | 5:00 | UFC 114: Rampage vs. Evans         | 29.05.2010 | Las Vegas  |                                                         |
| Wygrana | 14-1-1 | Thiago Silva             | Decyzja (jednogłośna)       | 3     | 5:00 | UFC 108: Evans vs. Silva           | 02.01.2010 | Las Vegas  |                                                         |
| Porażka | 13-1-1 | Lyoto Machida            | KO (ciosy pięściami)        | 2     | 3:57 | UFC 98: Evans vs. Machida          | 23.05.2009 | Las Vegas  | stracił mistrzostwo UFC w wadze półćiężkiej             |
| Wygrana | 13-0-1 | Forrest Griffin          | TKO (ciosy pięściami)       | 3     | 2:46 | UFC 92: The Ultimate 2008          | 27.12.2008 | Las Vegas  | zdobył mistrzostwo UFC w wadze półciężkiej              |
| Wygrana | 12-0-1 | Chuck Liddell            | KO (prawy sierpowy)         | 2     | 1:51 | UFC 88: Breakthrough               | 06.09.2008 | Atlanta    |                                                         |
| Wygrana | 11-0-1 | Michael Bisping          | Decyzja (niejednogłośna)    | 3     | 5:00 | UFC 78: Validation                 | 17.11.2007 | Newark     |                                                         |
| Remis   | 10-0-1 | Tito Ortiz               | Remis                       | 3     | 5:00 | UFC 73 :Stacked                    | 07.07.2007 | Sacramento |                                                         |
| Wygrana | 10-0   | Sean Salomon             | KO (kopnięcie w głowę)      | 2     | 1:06 | UFC Fight Night 8                  | 25.01.2007 | Hollywood  |                                                         |
| Wygrana | 9-0    | Jason Lambert            | KO (ciosy pięściami)        | 2     | 2:22 | UFC 63: Hughes vs. Penn            | 23.09.2006 | Anaheim    |                                                         |
| Wygrana | 8-0    | Stephan Bonnar           | Decyzja                     | 3     | 5:00 | UFC Ultimate Fight Night 5         | 28.06.2006 | Las Vegas  |                                                         |
| Wygrana | 7-0    | Sam Hoger                | Decyzja                     | 3     | 5:00 | UFC Ultimate Fight Night 4         | 06.04.2006 | Las Vegas  |                                                         |
| Wygrana | 6-0    | Brad Imes                | Decyzja                     | 3     | 5:00 | The Ultimate Fighter 2 Finale      | 05.11.2005 | Las Vegas  | wygrał 2. edycję show "The Ultimate Fighter"            |
| Wygrana | 5-0    | Jaime Jara               | Decyzja                     | 3     | 5:00 | GC 27 – FightFest 2                | 03.06.2004 | Colusa     | wygrał Gladiator Challenge Light Heavyweight Tournament |
| Wygrana | 4-0    | Hector Ramirez           | Decyzja                     | 3     | 5:00 | GC 27 – FightFest 2                | 03.06.2004 | Colusa     |                                                         |
| Wygrana | 3-0    | Bryan Pardoe             | TKO (ciosy pięściami)       | 1     | 3:24 | GC 26 – FightFest 1                | 02.06.2004 | Colusa     |                                                         |
| Wygrana | 2-0    | Danny Anderson           | Poddanie                    | 1     | 3:09 | Dangerzone – Cage Fighting         | 10.04.2004 | Osceola    |                                                         |
| Wygrana | 1-0    | Dennis Reed              | Poddanie                    | 1     | 0:50 | Dangerzone – Cage Fighting         | 10.04.2004 | Osceola    |                                                         |